# Plume d’Or 1981
Der Plume d’Or 1981 im Badminton wurde am 23. und 24. Mai 1981 in Vigo ausgetragen. Sieger wurde das Team aus Belgien.

## Gruppenphase

### Gruppe 1
| Team 1     | Team 2   | Punkte 1 | Punkte 2 |
| ---------- | -------- | -------- | -------- |
| Frankreich | Malta    | 7        | 0        |
| Belgien    | Portugal | 7        | 0        |
| Frankreich | Belgien  | 0        | 7        |
| Portugal   | Malta    | 7        | 0        |

### Gruppe 2
| Team 1  | Team 2      | Punkte 1 | Punkte 2 |
| ------- | ----------- | -------- | -------- |
| Israel  | Jugoslawien | 0        | 7        |
| Spanien | Schweiz     | 0        | 7        |
| Schweiz | Jugoslawien | 0        | 7        |
| Israel  | Spanien     | 3        | 4        |

## Platzierungsspiele

### Platz 5–8
| Team 1   | Team 2   | Punkte 1 | Punkte 2 |
| -------- | -------- | -------- | -------- |
| Israel   | Malta    | 3        | 4        |
| Spanien  | Portugal | 0        | 7        |
| Israel   | Spanien  | 3        | 4        |
| Portugal | Malta    | 7        | 0        |

### Finalrunde
| Team 1     | Team 2      | Punkte 1 | Punkte 2 |
| ---------- | ----------- | -------- | -------- |
| Frankreich | Jugoslawien | 2        | 5        |
| Belgien    | Schweiz     | 7        | 0        |
| Frankreich | Schweiz     | 2        | 5        |
| Belgien    | Jugoslawien | 4        | 3        |

## Endstand
- 1.  Belgien
- 2.  Jugoslawien
- 3.  Schweiz
- 4.  Frankreich
- 5.  Portugal
- 6.  Malta
- 7.  Spanien
- 8.  Israel